# 2018-as U19-es labdarúgó-Európa-bajnokság
A 2018-as U19-es labdarúgó-Európa-bajnokságot Finnországban rendezték július 16. és 29. között, nyolc csapat részvételével. A címvédő Anglia volt. A tornán az 1999. január 1-je után született játékosok vehettek részt. Az Eb-t Portugália nyerte.
Az Eb-ről öt csapat jutott ki a 2019-es U20-as labdarúgó-világbajnokságra.

## Résztvevők
| Nemzet        | Részvételi jog      | Korábbi részvételek száma (2002 óta) | Legutóbbi részvétel | Legjobb helyezés             |
| ------------- | ------------------- | ------------------------------------ | ------------------- | ---------------------------- |
| Finnország    | Rendező             | 1                                    | —                   | –                            |
| Norvégia      | 1. csoport, győztes | 4                                    | 2005                | Csoportkör: 2002, 2003, 2005 |
| Anglia        | 2. csoport, győztes | 10                                   | 2017                | Győztes: 2017                |
| Olaszország   | 3. csoport, győztes | 6                                    | 2016                | Győztes: 2003                |
| Ukrajna       | 4. csoport, győztes | 5                                    | 2015                | Győztes: 2009                |
| Portugália    | 5. csoport, győztes | 9                                    | 2017                | Döntős: 2003, 2014, 2017     |
| Franciaország | 6. csoport, győztes | 10                                   | 2016                | Győztes: 2005, 2010, 2016    |
| Törökország   | 7. csoport, győztes | 6                                    | 2013                | Döntős: 2004                 |

## Helyszínek
| Seinäjoki       | Seinäjoki Vaasa | Vaasa              |
| --------------- | --------------- | ------------------ |
| OmaSP Stadion   | Seinäjoki Vaasa | Hietalahti Stadion |
| Férőhely: 6 000 | Seinäjoki Vaasa | Férőhely: 6 000    |
|                 | Seinäjoki Vaasa |                    |

## Csoportkör
Az időpontok helyi idő szerint (UTC+3) értendők.

### A csoport
| Hely. | Csapat         | M | Gy | D | V | G+ | G– | Gk | P | Továbbjutás                                                         |
| ----- | -------------- | - | -- | - | - | -- | -- | -- | - | ------------------------------------------------------------------- |
| 1.    | Olaszország    | 3 | 2  | 1 | 0 | 5  | 3  | +2 | 7 | Egyenes kieséses szakasz és 2019-es U20-as labdarúgó-világbajnokság |
| 2.    | Portugália     | 3 | 2  | 0 | 1 | 8  | 4  | +4 | 6 | Egyenes kieséses szakasz és 2019-es U20-as labdarúgó-világbajnokság |
| 3.    | Norvégia       | 3 | 1  | 1 | 1 | 5  | 6  | −1 | 4 | 2019-es U20-as világbajnokság rájátszás                             |
| 4.    | Finnország (H) | 3 | 0  | 0 | 3 | 2  | 7  | −5 | 0 |                                                                     |

| 2017. július 16. 15:00 |

| Norvégia     | 1–3               | Portugália                 |
| ------------ | ----------------- | -------------------------- |
| Marković 82' | (0–2) Jegyzőkönyv | Trincão 24' 90+4' Luís 41' |

| Hietalahti Stadion, Vaasa Játékvezető: Manuel Schüttengruber (osztrák) |

| 2017. július 16. 20:00 |

| Finnország | 0–1               | Olaszország |
| ---------- | ----------------- | ----------- |
|            | (0–1) Jegyzőkönyv | Zaniolo 43' |

| Hietalahti Stadion, Vaasa Játékvezető: Juan Martinez Munuera (spanyol) |

| 2017. július 19. 18:30 |

| Finnország                           | 2–3               | Norvégia                                 |
| ------------------------------------ | ----------------- | ---------------------------------------- |
| Vertainen 30' (11-esből) Ylätupa 53' | (1–1) Jegyzőkönyv | Hauge 11' Botheim 90' Borchgrevink 90+2' |

| OmaSP Stadion, Seinäjoki Játékvezető: Jonathan Lardot (belga) |

| 2017. július 19. 20:30 |

| Portugália         | 2–3               | Olaszország                          |
| ------------------ | ----------------- | ------------------------------------ |
| Luís 69' Quina 89' | (0–0) Jegyzőkönyv | Capone 52' Scamacca 78' Frattesi 84' |

| Hietalahti Stadion, Vaasa Játékvezető: Bartosz Frankowski (lengyel) |

| 2017. július 22. 18:30 |

| Portugália                     | 3–0               | Finnország |
| ------------------------------ | ----------------- | ---------- |
| Filipe 20' Gomes 33' Dju 90+4' | (2–0) Jegyzőkönyv |            |

| Hietalahti Stadion, Vaasa Játékvezető: Sandro Schärer (svájci) |

| 2017. július 22. 18:30 |

| Olaszország | 1–1               | Norvégia               |
| ----------- | ----------------- | ---------------------- |
| Kean 83'    | (0–0) Jegyzőkönyv | Haaland 62' (11-esből) |

| OmaSP Stadion, Seinäjoki Játékvezető: Andrew Dallas (skót) |

### B csoport
| Hely. | Csapat        | M | Gy | D | V | G+ | G– | Gk | P | Továbbjutás                                                         |
| ----- | ------------- | - | -- | - | - | -- | -- | -- | - | ------------------------------------------------------------------- |
| 1.    | Ukrajna       | 3 | 2  | 1 | 0 | 4  | 2  | +2 | 7 | Egyenes kieséses szakasz és 2019-es U20-as labdarúgó-világbajnokság |
| 2.    | Franciaország | 3 | 2  | 0 | 1 | 11 | 2  | +9 | 6 | Egyenes kieséses szakasz és 2019-es U20-as labdarúgó-világbajnokság |
| 3.    | Anglia        | 3 | 1  | 1 | 1 | 4  | 8  | −4 | 4 | 2019-es U20-as világbajnokság rájátszás                             |
| 4.    | Törökország   | 3 | 0  | 0 | 3 | 2  | 9  | −7 | 0 |                                                                     |

| 2017. július 17. 18:30 |

| Törökország         | 2–3               | Anglia                                   |
| ------------------- | ----------------- | ---------------------------------------- |
| Yalcin 2' Guclu 57' | (1–2) Jegyzőkönyv | Tanganga 22' Brereton 45+2' Embleton 54' |

| OmaSP Stadion, Seinäjoki Játékvezető: Sandro Schärer (svájci) |

| 2017. július 17. 20:30 |

| Franciaország | 1–2               | Ukrajna                   |
| ------------- | ----------------- | ------------------------- |
| Guitane 23'   | (1–1) Jegyzőkönyv | Citaisvili 13' Buleca 86' |

| Hietalahti Stadion, Vaasa Játékvezető: Andrew Dallas (skót) |

| 2017. július 20. 18:30 |

| Ukrajna       | 1–1               | Anglia       |
| ------------- | ----------------- | ------------ |
| Szuprjaha 40' | (1–1) Jegyzőkönyv | Tavernier 8' |

| OmaSP Stadion, Seinäjoki Játékvezető: Manuel Schüttengruber (osztrák) |

| 2017. július 20. 20:30 |

| Törökország | 0–5               | Franciaország                                                 |
| ----------- | ----------------- | ------------------------------------------------------------- |
|             | (0–3) Jegyzőkönyv | Guitane 2' Gouiri 22' 34' Diaby 58' Cuisance 90+2' (11-esből) |

| Hietalahti Stadion, Vaasa Játékvezető: Juan Martinez Munuera (spanyol) |

| 2017. július 23. 18:30 |

| Ukrajna   | 1–0               | Törökország |
| --------- | ----------------- | ----------- |
| Buleca 8' | (1–0) Jegyzőkönyv |             |

| OmaSP Stadion, Seinäjoki Játékvezető: Jonathan Lardot (belga) |

| 2017. július 23. 18:30 |

| Anglia | 0–5               | Franciaország                             |
| ------ | ----------------- | ----------------------------------------- |
|        | (0–2) Jegyzőkönyv | Alioui 28' 56' Gouiri 63' 69' Maolida 41' |

| Hietalahti Stadion, Vaasa Játékvezető: Bartosz Frankowski (lengyel) |

## Egyenes kieséses szakasz
|  |            |               |                   |                                 |   |             |             |       |
|  | Elődöntők  | Elődöntők     | Elődöntők         |                                 |   | Döntő       | Döntő       | Döntő |
|  | Elődöntők  | Elődöntők     | Elődöntők         |                                 |   | Döntő       | Döntő       | Döntő |
|  | július 26. |               |                   |                                 |   |             |             |       |
|  |            |               |                   |                                 |   |             |             |       |
|  | A1         | Olaszország   | 2                 |                                 |   |             |             |       |
|  | A1         | Olaszország   | 2                 | július 29.                      |   |             |             |       |
|  | B2         | Franciaország | 0                 |                                 |   |             |             |       |
|  | B2         | Franciaország | 0                 |                                 |   | Olaszország | Olaszország | 3     |
|  | július 26. |               |                   |                                 |   | Olaszország | Olaszország | 3     |
|  |            |               | Portugália (h.u.) | Portugália (h.u.)               | 4 |             |             |       |
|  | B1         | Ukrajna       | Portugália (h.u.) | Portugália (h.u.)               | 4 | 0           |             |       |
|  | B1         | Ukrajna       |                   |                                 |   |             |             |       |
|  | A2         | Portugália    | 5                 |                                 |   |             |             |       |
|  | A2         | Portugália    | 5                 | U20-as világbajnokság rájátszás |   |             |             |       |
|  |            |               |                   |                                 |   |             |             |       |
|  | július 29. |               |                   |                                 |   |             |             |       |
|  |            |               |                   |                                 |   |             |             |       |
|  | Norvégia   | Norvégia      | 3                 |                                 |   |             |             |       |
|  | Norvégia   | Norvégia      | 3                 |                                 |   |             |             |       |
|  | Anglia     | Anglia        | 0                 |                                 |   |             |             |       |
|  | Anglia     | Anglia        | 0                 |                                 |   |             |             |       |

### U20-as labdarúgó-világbajnokság rájátszás
A győztes kijut a 2019-es U20-as labdarúgó-világbajnokságra.
| 2018. július 26. 13:00 |

| Norvégia                           | 3–0               | Anglia |
| ---------------------------------- | ----------------- | ------ |
| Botheim 75' Markovic 86' Hauge 89' | (0–0) Jegyzőkönyv |        |

| OmaSP Stadion, Seinäjoki Játékvezető: Bartosz Frankowski (lengyel) |

### Elődöntők
| 2018. július 26. 15:00 |

| Ukrajna | 0–5               | Portugália                                |
| ------- | ----------------- | ----------------------------------------- |
|         | (0–5) Jegyzőkönyv | Correia 2' Filipe 19' 21' Trincão 28' 30' |

| Hietalahti Stadion, Vaasa Játékvezető: Manuel Schüttengruber (osztrák) |

| 2018. július 26. 19:00 |

| Olaszország         | 2–0               | Franciaország |
| ------------------- | ----------------- | ------------- |
| Capone 27' Kean 30' | (2–0) Jegyzőkönyv |               |

| Hietalahti Stadion, Vaasa Játékvezető: Jonathan Lardot (belga) |

### Döntő
| 2018. július 29. 19:30 |

| Olaszország                | 3–4 (h. u.)                 | Portugália                                 |
| -------------------------- | --------------------------- | ------------------------------------------ |
| Kean 75' 76' Scamacca 107' | (0–1, 2–2, 2–3) Jegyzőkönyv | Filipe 45+1' 104' Trincão 72' Correia 109' |

| OmaSP Stadion, Seinäjoki Játékvezető: Juan Martinez Munuera (spanyol) |

| 2018-as U19-es labdarúgó-Európa-bajnokság bajnoka: |
| -------------------------------------------------- |
| Portugália 4. cím                                  |

## Gólszerzők
6 gólos
- João Filipe
- Francisco Trincão

4 gólos
- Amine Gouiri
- Moise Kean

2 gólos
- Rafik Guitane
- Nabil Alioui
- Christian Capone
- Gianluca Scamacca
- Erik Botheim
- Jens Petter Hauge
- Eman Markovic
- Miguel Luís
- Pedro Correia
- Buleca

1 gólos
- Ben Brereton
- Elliot Embleton
- Japhet Tanganga
- Marcus Tavernier
- Eetu Vertainen
- Saku Ylätupa
- Mickaël Cuisance
- Moussa Diaby
- Myziane Maolida
- Davide Frattesi
- Nicolò Zaniolo
- Christian Borchgrevink
- Erling Haaland
- Mésaque Djú
- José Gomes
- Domingos Quina
- Metehan Güçlü
- Güven Yalçın
- Szuprjaha
- Citaisvili